# Libertina Amathila

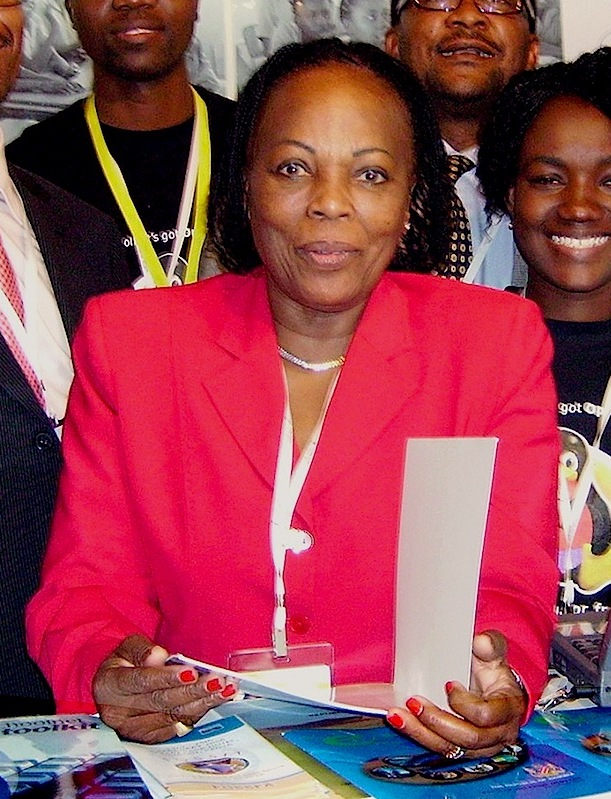

Libertina Inaviposa Amathila (nhũ danh Appolus, sinh ngày 10 tháng 12 năm 1940) là một bác sĩ và chính trị gia người Namibia. Bà là Phó Thủ tướng Namibia từ năm 2005 đến năm 2010.
Amathila được sinh ra ở Fransfontein, vùng Kunene. Theo chương trình SWAPO Nationhood, bà nhận được học bổng du học y học tại Ba Lan và tốt nghiệp Học viện Y khoa Warsaw năm 1969, trở thành nữ bác sĩ đầu tiên của Namibia. Tại Hội nghị tư vấn năm 1969 của SWAPO ở Tanzania, bà trở thành Phó Bí thư Y tế và Phúc lợi của Ủy ban Trung ương SWAPO và Giám đốc Hội đồng Phụ nữ SWAPO. Sau đó, bà làm việc trong các trại tị nạn SWAPO.
Ngay trước khi Namibia được độc lập, Amathila là thành viên SWAPO của Hội đồng đa thành phần, được thực hiện từ tháng 11 năm 1989 đến tháng 3 năm 1990, và kể từ khi độc lập vào tháng 3 năm 1990, bà đã là thành viên của Quốc hội Namibia. Bà là Bộ trưởng Bộ Chính quyền và Nhà ở khu vực và địa phương từ ngày 21 tháng 3 năm 1990 đến ngày 12 tháng 9 năm 1996, lúc đó bà trở thành Bộ trưởng Bộ Y tế và Xã hội,. Bà giữ cương vị này cho đến khi trở thành Phó Thủ tướng vào ngày 21 tháng 3 năm 2005.
Năm 2002, bà đặt tên con phố Brückenstrasse ở Swakopmund theo tên mình.
Amathila kết hôn với chính trị gia Ben Amathila.